# Karen Robinson
Karen Robinson (Londen, 29 februari 1968) is een Brits-Canadese film-, televisie- en toneelactrice.

## Levensloop
Robinson is geboren in Londen, Engeland en opgegroeid in Jamaica. Ze verhuisde als tiener met haar familie naar de Canadese Drumheller. Ze was in haar jeugd actief in de kunsten, waaronder zingen in koren, acteren in toneelstukken op school en voordragen van poëzie, en studeerde communicatie en theater aan Mount Royal College in Calgary voordat ze begin jaren negentig als professionele actrice begon te werken.
Ze won de Canadian Screen Award voor Best Performance in een gastrol in een dramaserie bij de 7e Canadian Screen Awards in 2019 voor haar optreden in de televisieserie Mary Kills People. Ze won ook een Screen Actors Guild Award in 2021 als onderdeel van de cast van Schitt's Creek.

## Filmografie

### Films
Uitgezonderd korte films en televisiefilms.
- 1994: Stalked als Evelyn
- 1995: Rude als Rude Caller
- 1997: Booty Call als toelating verpleegkundige
- 1997: Shadow Zone: My Teacher Ate My Homework als Miss Macro
- 1998: One Tough Cop als Sherene
- 2000: The Perfect Son als Dr. Palmer
- 2002: Narc als Liz Detmer
- 2003: Owning Mahowny als vrouw in de kooi
- 2003: Love, Sex and Eating the Bones als Heather Taylor
- 2004: Against the Ropes als Kimberly Insurance
- 2007: Lars and the Real Girl als Cindy
- 2011: Ghett'a Life als Dawn
- 2014: Corner Gas: The Movie als Powerco Debbie
- 2020: Dear Class of 2020 als Ronnie Lee
- 2020: Learning to Love Again als Mrs. Yarrow
- 2021: Trigger Point als Quentin Lane
- 2022: My Fake Boyfriend als Lucille

### Televisieseries
Uitgezonderd eenmalige gastrollen.
- 1998-2000: The Wonderful World of Disney als Dr. Ericson / Sally - 2 afl.
- 2001-2002: Soul Food als Judge Bolan - 3 afl.
- 2001-2002: Blue Murder als Isola / Dr. Simmonds - 2 afl.
- 2004: H2O als Willy - 2 afl.
- 2004-2005: Da Boom Crew als extra stem - 13 afl.
- 2009: The Line als de moeder van Carlos - 3 afl.
- 2012: King als Ingrid Evans - 13 afl.
- 2015-2020: Schitt's Creek als Ronnie Lee - 46 afl.
- 2016: Shoot the Messenger als Hani Suleman - 5 afl.
- 2017-2021: Frankie Drake Mysteries als Mildred Clarke - 7 afl.
- 2018: In Contempt als Loretta - 2 afl.
- 2018: Forgive Me als Gladdy - 2 afl.
- 2018-2021: Morning Show Mysteries als Cassandra - 6 afl.
- 2020: Tiny Pretty Things als Makayla Stroyer - 2 afl.
- 2020-2021: Star Trek: Discovery als Trill leider Pav - 2 afl.
- 2021: A Million Little Things als Florence - 6 afl.
- 2021: Titans als Vee - 6 afl.
- 2021-heden: Pretty Hard Cases als Commandant Edwina Shanks - 18 afl.
- 2022: Echoes als Sheriff Louise Floss - 7 afl.
- 2022: The Calling als Kathleen Davies - 8 afl.

## Theaterwerk
- 2002: Walk Right Up / Shadows als Lillian (Lily) Delacourt
- 2003: The House of Atreus Series, Electra als Clytaemnestra / Atrides familie
- 2003: The House of Atreus Series, The Flies als Clytaemnestra
- 2003: The House of Atreus Series, Agamemnon als Clytaemnestra
- 2003: The Swanne: Princess Charlotte (The Acts of Venus) als Mary Robinson / ensemble-personages
- 2005: 'Da Kink in My Hair als Patsy
- 2006: The Duchess of Malfi als Julia
- 2008: Shakespeare's Universe (Her Infinite Variety) als de heks
- 2009: Eternal Hydra als Performer
- 2009: The Tempest als Prospera
- 2009: Stuff Happens als Condoleezza Rice
- 2010: If We Were Birds als de vrome
- 2010: The Africa Trilogy - Shine Your Eye als Doreen
- 2011: Saint Carmen of the Main als Rose Beef
- 2011: Tout Comme Elle (Just Like Her) als Performer
- 2013: Entitlement als de decaan
- 2013: Salome’s Clothes als Performer
- 2013: The Gravitational Pull of Bernice Trimble als Bernice Trimble
- 2014: Pacamambo als Psychiater
- 2014: Minotaur als Pasiphae
- 2015: The Physicists als Marta Boll
- 2016: Shakespeare in Love als verpleegster
- 2017: The Winter's Tale als Cleomones / Dorcas
- 2017: Measure for Measure als Mistress Overdone / Mariana
- 2017: Prince Hamlet als Gertrude
- 2018: Bang Bang als Karen
- 2018: Sisters als Mrs. Mellins / Mr. Loomis